# Bescherellia
Bescherellia là một chi rêu trong họ Cyrtopodaceae.